# Megaplectes monticola
Megaplectes monticola là một loài tò vò trong họ Ichneumonidae.